# Język klamath
Język klamath – wymarły w 2003 roku język z grupy plateau penutiańskiej. Posługiwali się nim niegdyś Klamatowie oraz Modokowie, którzy władali jego odrębnymi dialektami. Ostatnia osoba znająca język klamath, Mabie „Neva” Eggstrom, zmarła 14 września 2003 roku.
Podobnie jak pozostałe języki penutiańskie, jest bogaty w apofonię.